# أودري لورد
أودري جيرالدين لورد (بالإنجليزية: Audre Lorde) ولدت 18 فبراير 1934 - وتوفيت 17 نوفمبر 1992، هي كاتبة أمريكية، نسويّة، نسائية، أمينة مكتبة، ناشطة في مجال الحقوق المدنية جنبًا لكونها شاعرة اشتهرت بالبراعة الفنية والتعبير العاطفي، واشتهرت بقصائدها التي تعبر عن الغضب والحنق على الظلم المدني والاجتماعي الذي لاحظته طوال حياتها. تتعامل قصائدها ونثرها إلى حد كبير مع القضايا المتعلقة بالحقوق المدنية، والحركة النسوية، وشؤون السحاقيات، وتجربة المرأة السوداء.
اشتهر عن لورد مقولتها عن النسوية غير التقاطعية في الولايات المتحدة: «منا اللائي يقفن خارج دائرة المقبول اجتماعيًا، واللائي عزِلن إلى بوتقة الاختلاف، هن الفقيرات والسحاقيات والسوداوات وكبيرات السن. أولئك يعرفن أن النجاة ليست مهارة أكاديمية. إن النجاة أن نأخذ اختلافاتنا فنجعلها قوة. إن أدوات السيّد لن تهدم بيته. ربما يسمحون لنا أن نهزمه في لعبته، لكنهم لن يسمحوا أن نحدث تغييرا حقيقيًا. هذه الحقيقية لا تهدد إلا اللاتي يعتبرن مصدر دعمهنّ الوحيد منزل السيّد».

## حياتها المبكرة
ولدت لورد في مدينة نيويورك لمهاجرين كاريبيين، والدها فريدريك بايرون لورد (المعروف باسم بايرون) من بربادوس ووالدتها ليندا جيرترود بيلمار لورد من غرينادا من جزيرة كارياكو، وقد استقرت في هارلم. ولدت لورد من أصل (سَلَف) مختلط ولكن يمكن اعتبارها «إسبانية» ما كان مصدر فخرٍ لعائلتها. كان والد لورد ذا بشرة أكثر قتامة من عائلة بيلمار، وسمحت للشريكين أن يتزوجا فقط بسبب جمال بايرون لورد وطموحه واستمراره. وبسبب قربها من كونها عمياء والأصغر بين البنات الثلاث (كانت شقيقاتها الأكبر سناً تدعيان فيليس وهيلين)، نمت لورد وهي تصغي لقصص والدتها عن جزر الهند الغربية. وفي سن الرابعة، تعلمت التحدث أثناء تعلمها للقراءة، وعلمتها والدتها الكتابة في نفس الوقت تقريباً. كتبت قصيدتها الأولى عندما كانت في الصف الثامن. 
اسمها عند الولادة أودري جيرالدين لورد، اختارت أن تسقط حرف «ي» من اسمها الأول بينما كانت لا تزال طفلة، موضحة في كتاب سيرة حياتها «زامي: تهجئة جديدة لاسمي» أنّها كانت مهتمة أكثر في التناظر الفني لنهايات اسمها جنباً إلى جنب «أودرِ لوردِ» بالطريقة التي كان يقصدها والديها.
كانت علاقة لورد مع والديها معقدة منذ سن مبكرة. أمضت وقتاً قليلاً مع والدها ووالدتها، اللذين كانا مشغولين في الحفاظ على أعمالهما العقارية في ظل الاقتصاد المضطرب بعد الكساد الكبير. وعندها كانت تراهم غالباً باردين أو لا يظهران عاطفتهما. زُعم أن علاقتها بوالدتها خصيصًا كانت متوترة لأن والدتها كانت تشعر بالريبة والشك ممن هم أكثر سمارًا منها كما كانت أودري لورد. واتسمت هذه العلاقة بـ «الحب العسير» والالتزام الشديد بقواعد الأسرة. احتلت علاقة لورد الصعبة مع والدتها مكانةً بارزةً في قصائدها اللاحقة، مثل مجموعة الشعر من تأليفها «الفحم» منها «كتب قصص على طاولة المطبخ».
عندما كانت طفلة، عانت لورد من التواصل، ولجأت إلى تقدير قوّة الشعر كشكل من أشكال التعبير. حفظت كمية كبيرة من الشعر، واستخدمته للتواصل، إلى حد أنّه «إذا سُئلت عن شعورها، ستجيب أودري بإلقاء قصيدة». في سن الثانية عشرة، بدأتْ بكتابة الشعر الخاص بها والتواصل مع الآخرين في مدرستها الذين كانوا يُعتبرون «منبوذين»، كما شعرت هي أيضاً بذلك.
التحقت بمدرسة هنتر الثانوية، مدرسة ثانوية للطلاب الموهوبين فكرياً، وتخرجت في عام 1951. أثناء التحاقها بهنتر، نشرت لورد قصيدتها الأولى في مجلة سيفينتين بعد أن رفضتها المجلة الأدبية في مدرستها لكونها غير مناسبة. في المدرسة الثانوية أيضاً، شاركت لورد في ورشات شعرية برعاية نقابة كتاب هارلم، ولكنّها لاحظت أنها دائماً ما كانت تشعر بكونها منبوذة إلى حد ما من النقابة. شعرت أنها غير مقبولة لأنها كانت «مجنونة وغريبة ولكنهم ظنوا أنني سأخرج من هذه الحالة».

## حياتها المهنية
كان عام 1954 عامًا جوهريًا للورد كطالبة في الجامعة الوطنية في المكسيك، كان -كما وصفته- عام جزمٍ وتجديد. في هذا العام أكدت هويتها على الصعيدين الشخصي والفني كإمرأة مثلية وشاعرة. عند عودتها إلى نيويورك، التحقت لورد بكلية هنتر، وتخرجت في دفعة (صف) عام 1959. أثناء وجودها هناك، عملت كأمينة مكتبة، استمرت بالكتابة، وأصبحت مشاركة نشطة في ثقافة المثليين في قرية غرينتش. أكملت تعليمها في جامعة كولومبيا، وحصلت على درجة الماجستير في علوم المكتبات في عام 1961. خلال هذه الفترة، عملت كأمينة مكتبة عمومية قرب ماونت فيرنون، نيويورك.
كانت لورد في عام 1968 كاتبة مقيمة في جامعة توجالو في ميسيسيبي. كان لوجود لورد في كلية توجالو، مثل عامها في جامعة المكسيك الوطنية، تجربة تكوينية لها كفنانة. قادت ورشات عمل مع طلابها الجامعيين الصغار ذوي البشرة السوداء، الذين كان الكثير منهم متحمسين لمناقشة قضايا الحقوق المدنية في ذلك الوقت. من خلال تفاعلها مع طلابها، أكدت رغبتها ليس فقط في عيشها لهويتها «المجنونة والغريبة»، ولكن أيضاً لتركيز الانتباه على الجوانب الرسمية لمهنتها كشاعرة. نتج كتاب قصائدها «قيود إلى الغضب» عن وقتها وتجربتها في توجالو.
من عام 1972 إلى عام 1987، عاشت لورد في جزيرة ستاتن. خلال ذلك الوقت، عملت في الكتابة والتدريس وشاركت في تأسيس «طاولة المطبخ: دار نشر النساء الملونات».
في عام 1977، أصبحت لورد زميلة في معهد المرأة لحرية الصحافة (WIFP) وهي جمعية أمريكية غير ربحية للنشر. تعمل على زيادة التواصل بين النساء وربط الناس بأشكال الإعلام القائم على المرأة.
درَّست لورد في قسم التعليم في كلية ليمان من 1969 إلى 1970، ثمّ كأستاذة للغة الإنجليزية في كلية جون جاي للعدالة الجنائية (جزء من جامعة المدينة لمدينة نيوريوك) من عام 1970 إلى 1981. وهناك، كافحت من أجل إنشاء قسم دراسات للأشخاص ذوي العرق الأسود. في عام 1981، ذهبت لتدرِّس في مدرستها الأم، كلية هنتر (وتدعى أيضاً CUNY)، حيث شغلت كرسي ثوماس هانتر البحثي.
كانت لورد من مُؤسِسات التحالف النسائي لسانت كروا في عام 1981 ، وهي منظمة مكرّسة لمساعدة النساء اللاتي نجَين من الاعتداء الجنسي والعنف المسبب من قبل الشريك الحميم. في أواخر الثمانينيات من القرن العشرين، ساعدت أيضاً بتأسيس أخوية دعم الأخوات (SISA) في جنوب أفريقيا لصالح النساء السود اللاتي تأثرن بالتفرقة العنصرية وأشكال الظلم الأخرى.
في عام 1985، كانت أودري لورد جزءاً من وفد الكاتبات السود اللاتي تمت دعوتهنّ إلى كوبا. كانت الرحلة برعاية مجلة «الباحث الأسود» واتحاد الكتاب الكوبيين. تبنّت الأخوية الأخوّة المشتركة ككاتبات سود. خلال الرحلة زاروا الشاعرة نانسي موريجون والشاعر نيكولاس جيلين. ناقشوا ما إذا كانت الثورة الكوبية قد غيرت بالفعل العنصرية ووضع المثليات والمثليين جنسياً هناك.

### السنوات في برلين
حصلت لورد على منصب برفسورة زائرة في برلين الغربية في الجامعة الحرة لبرلين. دعاها المحاضر داجمار شولتز الذي قابلها في «مؤتمر المرأة العالمي» في الأمم المتحدة في كوبنهاجن في عام 1980. خلال فترة وجودها في ألمانيا، أصبحت لورد جزءاً مهماً من الحركة الألمانية الأفريقية الناشئة في ذلك الوقت. صاغت لورد مع مجموعة من الناشطات السود في برلين مصطلح «الأفرو الألمانية» عام 1984، وعزز ذلك حركة السود في ألمانيا. خلال رحلاتها العديدة إلى ألمانيا، أصبحت أودري مرشدةً لعدد من النساء، من ضمنهن ماي أييم، إيكا هيجل مارشال، وهيلجا إيمدي. كانت لورد ترى أنه وبدلاً من محاربة فساد النظام بالعنف أن اللغة شكلاً من أشكال المقاومة القوية وذلك شجّع النساء في ألمانيا على التحدث بدلًا من التشاجر. أودري لورد لم تأثر على النساء من أصل أفريقي فقط بل أيضا ساعدت على زيادة الوعي بالتقاطعية عبر الخطوط العرقية والإثنية.
كان تأثير لورد على الحركة الأفرو-ألمانية محور الفيلم الوثائقي لعام 2012 للمخرج داغمار شولتز. قُبل فيلم «أودري لورد - سنوات برلين 1984- 1992» في مهرجان برلين السينمائي، بيرلنال. وكان له العرض العالمي الأول في المهرجان السنوي 62 في عام 2012. انتشر الفيلم في المهرجانات السينمائية في جميع أنحاء العالم، وتستمر مشاهدته في المهرجانات حتى في عام 2016. حصل الفيلم الوثائقي على سبع جوائز، بما فيها جائزة الفائز لأفضل جمهور وثائقي في عام 2014 في مهرجان فيلم وفيديو رييلاوت كيويير الخامس عشر، والجائزة الذهبية لأفضل وثائقي في مهرجان الأفلام العالمي للنساء، القضايا الاجتماعية، التمييز الصفري (لا تمييز)، وجائزة الجمهور لأفضل فيلم وثائقي في مهرجان برشلونة السينمائي الدولي لـ إل جي بي تي  LGBT. كشف فيلم «أودري لورد - سنوات برلين» عن النقص السابق في الاعتراف الذي تلقّته لورد لمساهماتها في نظريات التداخل.

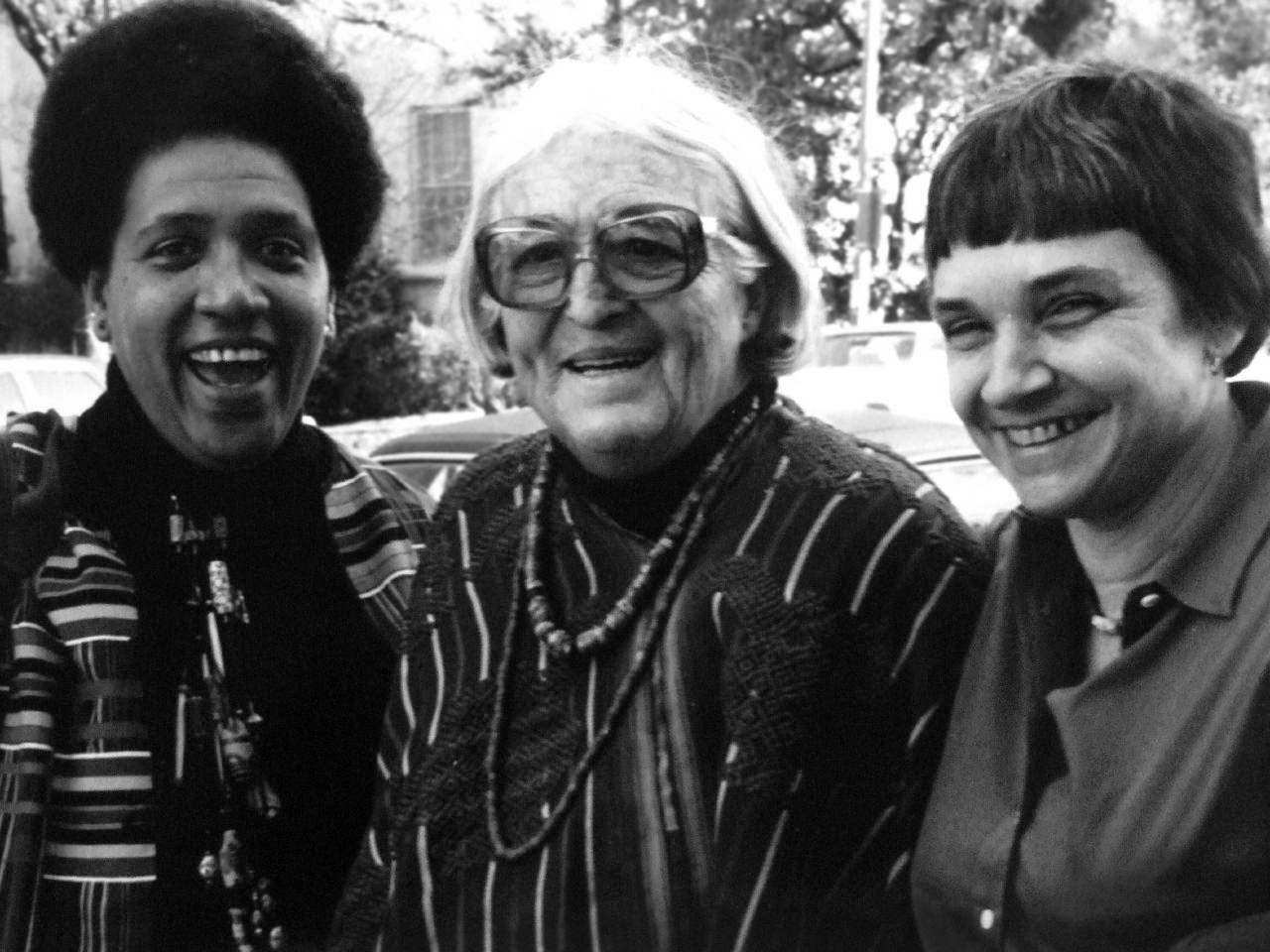
أودري لورد (يسار) مع الكتّاب ميديل لو سويور (الوسط) وأدريان ريتش (يمين) في ورشة عمل للكتابة في أوستن، تكساس، 1980

## أعمالها

### الشعر
ركزت لورد في شعرها على الاختلافات ليس فقط على الاختلافات بين النساء ولكن أيضًا على الاختلافات المتضاربة داخل الفرد. صرحت قائلة: «كل مجموعة أنا جزء منها، أكون فيها أخرى». تقول أودري لورد: «الدّخلاء والدخيلات، قوة وضعف. لكن بدون التجمع، بكل تأكيد لا يوجد تحرير، ولا مستقبل، يوجد فقط صلحٌ مؤقت بيني وبين قامعي». :12–13 وصفت نفسها على أنها جزء من «مسيرة النساء» :17 ووأن داخلها «أصوات متناغمة». :31
تكرر تصورها عن تعدد ذاتها في العديد من أعمالها. كتبت الناقدة كارمن بيركل: «تنعكس ذاتها متعددة الثقافات في نصوصٍ هي أيضا متعددة الثقافات والأنماط، فلم تعد كل ثقافة كيانا منفصلا ومستقلا، ولكن تذوب في كيان أكبر دون أن تفقد كلٌ منها أهمّيته.»  كانت ترفض أن تصنّف، سواء تصنيفات اجتماعية أو أدبية، اشتهرت بتقديم نفسها كفرد بدلاً من الصورة النمطية. تعتبر لورد نفسها «مثلية، أم، ماحربة، شاعرة»، وتستخدم الشعر لتوصيل هذه الرسالة.
كان شعر لورد خلال ستينيات القرن الماضي ينشر باستمرار في العديد من مجلات أدب السود ومختارات أجنبية؛ وفي المجلات الأدبية السوداء. خلال هذا الوقت، كانت أيضًا ناشطة سياسيًا في مجال الحقوق المدنية والحركات المناهضة الحرب والنسوية.
نشرت لورد المدن الأولى، أول مجلد لها من القصائد في عام 1968، وحررته ديان دي بريما التي كانت صديقة لها في مدرسة هانتر الثانوية. وُصف المدن الأولى بأنه «كتاب هادئ وعميق»،  وأكد دودلي راندال، وهو شاعر وناقد، في مراجعته للكتاب أن لورد «لا تلوح بالعلم الأسود، ولكن سوادها موجود، كامن، في العظام».
تناول مجلدها الثاني قيود الغضب (عام 1970)، الذي كُتب أساسًا أثناء فترة عملها كشاعرة في كلية توجالو في ميسيسيبي، تحدث فيه عن الحب والخيانة والولادة وتعقيدات تربية الأطفال. من الجدير بالذكر بشكل خاص قصيدة «مارثا»، التي تؤكد فيها لورد مثليتها الجنسية لأول مرة في كتابتها: «إذا كنا سنحب بعضًا أبدًا، فسنحب بعضنا هنا».
تم ترشيحها لجائزة الكتاب الوطني للشعر في عام 1973، الكتاب المرشح هو: «من أرض يعيش فيها أشخاص آخرون» الذي تظهر فيه نزاعات لورد الشخصية مع الهوية والغضب من الظلم الاجتماعي. يتعامل الكتاب مع موضوع الغضب والشعور بالوحدة والظلم، وتحدثت فيه عن معنى أن تكون امرأة سوداء، وأم، وصديقة، وعشيقة.
على الرغم من نجاح مجلدات لورد، إلا أن مجلد فحم في عام 1976 هو الذي اظهر لورد كصوت مؤثر في حركة الفنون السوداء، وساعدت دار النشر الكبيرة التي تقف وراءه - Norton - على تقديم لورد إلى جمهور أوسع. يتضمن المجلد قصائد من كل من «ديوان المدن الأولى , قيود الغضب» ، ويتضمن العديد من المواضيع التي عرف أن لورد تناقشها طوال مسيرتها المهنية: غضبها من الظلم العنصري، واحتفالها بهويتها السوداء، ودعوتها إلى دراسة تقاطعية لتجارب النساء. بعد مجلد «فحم» نُشر للورد كتاب بين أنفسنا (عام 1976) وكتاب النار المعلّقة (عام 1978).
تصف لورد هويتها ضمن أساطير الآلهة الأنثوية الإفريقية المتمثلة في الخلق والخصوبة وقوة المُحارِبة في مجلد وحيد القرن الأسود (1978). هذه الاستعادة للهوية النسائية الإفريقية تؤدي دورين: فهي تُبنى على تصور الفنون السوداء للقومية الإفريقية الجامعة لكنها أيضا تتحداها. وفي حين وظّف كتاب أخرون مثل أميري بركة وإسماعيل ريد النظرة الكونية الإفريقية بطريقة «استدعت مخزون الآلهة الذكور الجريئين القادرين على خلق الكون الأسود والدفاع عنه» نقلت كتابة لورد «أخلاقيات الحرب إلى طليعة إنثوية لها ذات القوة والخصوبة.» 
أصبح شعر لورد أكثر انفتاحًا وشخصيةً وأصبحت أكثر ثقة بحياتها الجنسية كلما تقدمت بالعمر. في كتاب الأخت الغريبة: المقالات والخطب قالت لورد، «الشعر هو الطريقة التي تساعدنا على تسمية الامسمى لنفكر فيه ... كلما عرّفنا المشاعر قبلناها، والاستكشاف الصادق للمشاعر يصبح ملاذًا لتفريخ الأفكار الأكثر تطرفا وجرأة وراديكالية». عبرت لورد أيضا في ذات الكتاب عن نقدها للتقاليد الأوروبية الأمريكية.

### النثر
كتاب يوميات السرطان (المنشورة 1980 والمستمدة إلى حدٍ ما من يومياتها المكتوبة في أواخر السبعينيات)، و A Burst of Light (المنشور 1988) فكلاهما ليسا خياليان ويوثقان ويستكشفان ويعبران عن تشخيص لورد وعلاجها من سرطان الثدي ثم أخيرا تعافيها منه. في كلا العملين، تتناول لورد المفاهيم الغربية للمرض والعلاج والجمال البدني والأطراف الاصطناعية، وكذلك موضوع الموت، والخوف من الموت، ولعب دور الضحية حين يقول مضادًا للنجاة، والقوة الداخلية.
في كتاب الأخت الغريبة: المقالات والخطب (1984)، تؤكد لورد على ضرورة توصيل تجربة الفئات المهمشة من أجل جعل نضالهم مرئيًا في مجتمع قمعي. وتؤكد على الحاجة لوجود جماعات مختلفة (وخاصة النساء البيض والنساء السود) لإيجاد أرضية مشتركة في تجارب الحياة.
أحد أعمالها في كتاب الأخت الغريبة: المقالات والخطب هو «أدوات السّيد لن تفكّك بيت السّيد». تشكك لورد في إمكانية التغيير وفي مداه ما دام يُنظر للمشاكل بعدسة عنصرية أبوية. أكدت لورد أن على النساء ألا ينظرن إلى اختلافات النساء الأخريات كشي ينبغي تحمّله، بل كشيء خلّاق وليتحقق كيانهن في العالم. سيخلق هذا مجتمعًا يحتضن الاختلافات، وسيؤدي في نهاية المطاف إلى التحرير. توضح لورد «فرّق تسد، في عالمنا يجب أن تبدّل إلى عرّف ومكّن»، وتؤكد أن على المرء أن يثقف نفسه عما تعرض له الآخرون من اضطهاد لأن الاعتقاد بأن الجماعة المهمشة ستثّقف القامعين هو استمرار للفكر العنصري الأبوي. وتوضح أن هذه أداة أساسية يستخدمها القامعون لجعل المقموعين مشغولين بما يهمّ القامع. خلصت أخيرًا إلى أنه من أجل إحداث تغيير حقيقي لا يمكننا العمل ضمن إطار عنصري أبوي لأن التغيير الذي سيحدث تحت هذا الإطار لن يدوم.
إحدى مقالات كتاب الأخت الغريبة أيضا هي «تحويل الصمت إلى لغة وأفعال». تناقش لورد أهمية الكلام، حتى عند الخوف لأن صمت لن يحميه من التهميش والقمع. يخشى الكثير من قول الحق لأنه مؤلم، ومع ذلك يجب أن يؤخذ في عين الاعتبار هل هو وقت مناسب للتحدث أم لا. تشدد لورد على أن «تحويل الصمت إلى لغة وأفعال هو اكتشاف للذات، وهذا يبدو محفوفًا بالخطر». يخاف الناس من ردود أفعال الآخرين عند التحدث، ولكن غالبًا بتطلب الوضوح، وهي ضرورية للعيش. تضيف لورد: «يمكننا الجلوس في زوايانا ونكتم أصوتنا للأبد بينما تُهدرن شقيقاتنا وأنفسنا، بينما يتم تشويه أبنائنا وتدميرهم ، بينما تسمم أرضنا ؛ يمكننا الجلوس في زوايانا الآمنة صامتين كالقنيًنة ، وسييتمر خوفنا ولن يقل.» يتعلم الناس احترام خوفهم من التحدث أكثر من الصمت ، ولكن في نهاية المطاف ، فإن الصمت سيخنقنا على أي حال ، لذلك فالنتحدث عن الحقيقة.
في عام 1980، بالاشتراك مع باربرا سميث وشيري موراغا ، شاركت في تأسيس «طاولة المطبخ: نساء من ملون الصحافة»، وهي أول ناشرة أمريكية عن نساء ملونات . كان لورد شاعر ولاية نيويورك من عام 1991 إلى عام 1992.
يوجد للورد العديد من الأفلام التي سلطت الضوء على رحلتها كناشطة في الثمانينيات والتسعينيات. [بحاجة لمصدر]
سنوات برالين 1984-1992: وثائقي عن أيام أودري لورد في ألمانيا وقيادتها لحركة الألمان من أصل أفريقي لمنح السود الفرصة لتأسيس هويتهم بدون ضغوطات الصور النمطية والتمييز العنصري. بعد تاريخ طويل من العنصرية الممنهجة في ألمانيا ، قدّمت لورد شعورًا جديدًا لتمكين الأقليات. رأينا في الفيلم ، كيف تتجول لورد في الشوارع بفخر على الرغم من الحمّلقة والكلمات المحبطة. يتضمن الفلم على لحظات مهمة كان من المهم أن يشاهدها الناس في ذلك الوقت ولقد ألهمهم ذلك لأكتشاف هوياتهم خارج التصنيفات التي وضعها المجتمع عليهم. يقوم الفيلم أيضًا بتثقيف الناس حول تاريخ العنصرية في ألمانيا. وهذا يمكّن المشاهدين من فهم كيف وصلت ألمانيا إلى هذه النقطة في التاريخ وكيف تطور المجتمع.
يوثق الفيلم جهود لورد لتمكين وتشجيع النساء على بدء الحركة الأفرو-ألمانية. بدأت بمجموعة صغيرة من الصديقات يجتمعن في منزل أحد الصديقات للتعرف على أشخاص سود آخرين ، وتحولت إلى ما يعرف الآن باسم الحركة الأفرو-ألمانية. ألهمت لورد النساء السود لدحض تسمية «Mulatto»، وهو وصف فرض عليهن ، وتحويله إلى «الأفرو - ألمانية» التي صيغت حديثًا ، وهو المصطلح الذي يشعرهم بالفخر. ألهمت لورد نساء الأفرو-ألمانية لإنشاء مجتمع لمن يتبنون نفس التوجهات. لم تلتقي بعض النساء من أصل أفريقي ، مثل Ika Hugel-Marshall ، قط بشخص من أصل أفريقي، وكانت تتيح هذه الاجتماعات فرصًا للتعبير عن الأفكار والمشاعر. [بحاجة لمصدر]

## النظريات

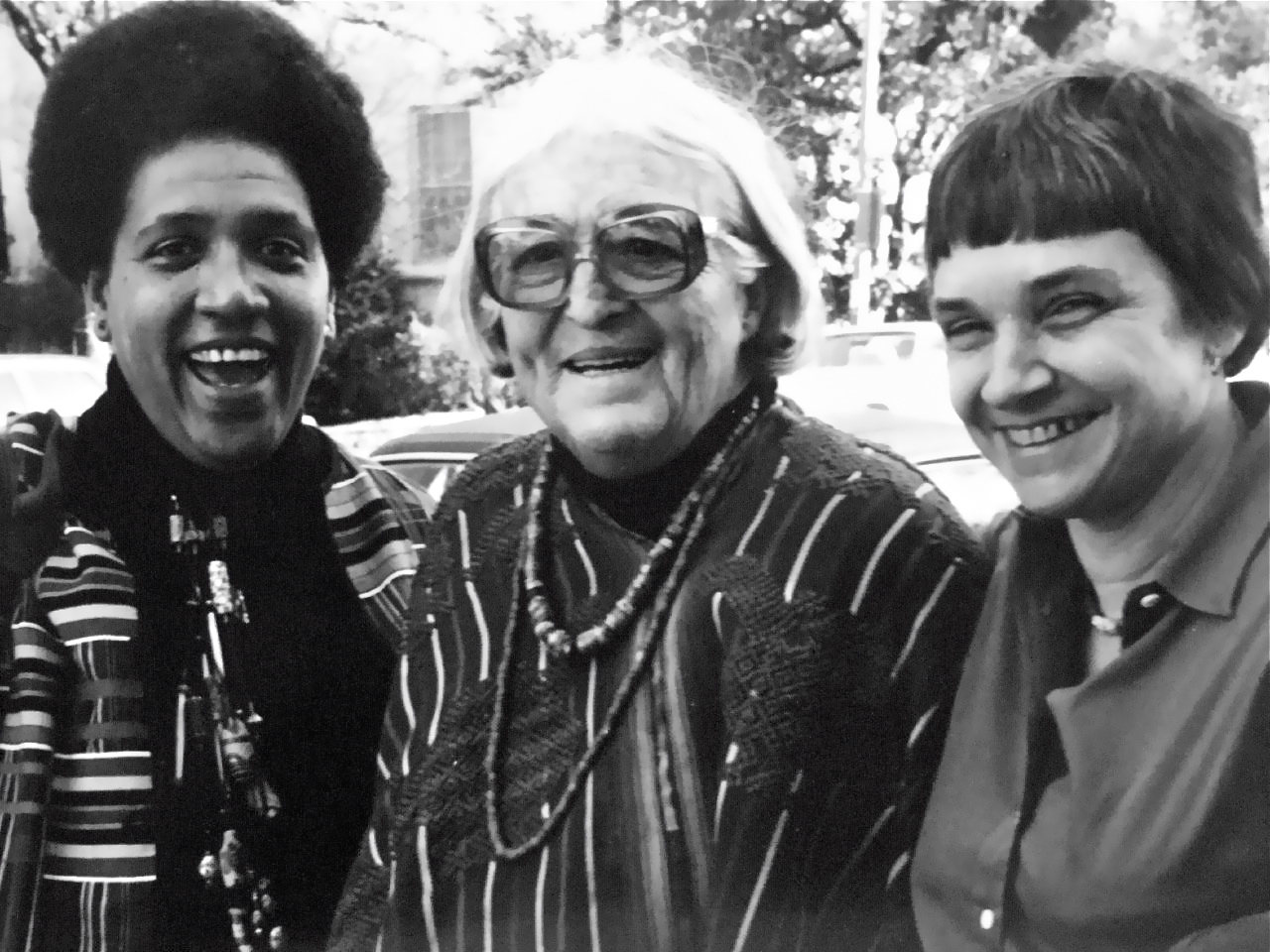
أودري لورد، وميريديل ليسوير، وأدريان ريتش

تركز كتابات لورد على «نظرية الاختلاف»، وهي فكرة أن المعارضة الثنائية بين الرجل والمرأة هي فكرة مُفرطة في التبسيط ؛ على الرغم من أن النسويات كن يأكدن على الوحدة ، إلا أن لورد كانت ترا أن من يصنفن كنساء ينقسمن بدورهن إلى أقسام فرعية.
تحدثت لورد عن قضايا العرق والطبقية والعمر والجنس والنشاط الجنسي ، وفي وقت لاحق من حياتها ، تحدثت عن المرض المزمن والعجز ؛ وأصبح هذا أكثر بروزًا في سنواتها الأخيرة بسبب اصابتها بالسرطان. كتبت عن كل هذه العوامل باعتبارها أساسية لتجربتها كامرأة. قالت إنه على الرغم من أن الاختلافات في الجندر قد حظيت بكل التركيز ، إلا أنه من الضروري أن يتم الاعتراف بالاختلافات الأخرى. كتب الناقد كارمن بيركل ، «تشدد لورد على أصالة التجربة». تريد لورد قبولها باختلافاتها وليس الحكم عليه؛ ولا تريد أن تندرج ضمن فئة عامة واحدة «كالمرأة». تُعرف هذه النظرية اليوم باسم التقاطعية.
على الرغم من الاعتراف بأن الاختلافات بين النساء واسعة ومتنوعة ، فإن معظم أعمال لورد تهتم بمجموعتين فرعيتين تهمها بشكل أساسي - العرق والجنسانية. في Ada Gay Griffin و Michelle Parkerson ، الفيلم الوثائقي «ابتهال النجاة: حياة وأعمال أودري لورد»، تقول لورد: «اسمحوا لي أن أخبركم أولاً ما معنى كوني شاعرة سوداء في الستينيات. هذا يعني أن أكون غير مرئية. هذا يعني أن أكون غير مرئية حقا. هذا يعني أن أكون غير مرئية بشكل مضاعف كامرأة نسوية سوداء. هذا يعني أن أكون غير مرئية ثلاث مرات كسحاقية وسوداء ونسوية».
كتبت مقالها «الإثارة كقوة» عام 1978، في كتاب الأخت الغريبة: المقالات والخطب، نظرية لورد الإثارة كقوة للنساء عندما فقط يتعلمن تحرير أنفسهن من القمع وتبني عليه. تقترح استكشاف الإثارة وتجربتها من أعماق القلب، لأنها ليست فقط إشارة إلى الحياة الجنسية، بل أيضا شعور بالمتعة والحب والإثارة التي تشعر بها النساء تجاه أي مهمة أو تجربة تشبع رغباتهم ، سواء كان ذلك قراءة كتاب أو حب شخص أو وظيفة . ترفض لورد «الاعتقاد الخاطئ بأن قمع الإثارة الجنسية من حياتنا ووعينا هو ما يمكن المرأة أن تكون قوية حقًا. ولكن هذه القوة وهم، لأنه يتم تصنيعها في سياق نماذج السلطة الذكورية.»  تشرح لورد كيف المجتمع الأبوي أخطأ في تسميته واستخدمه ضد النساء ، وسبب خوف النساء منها. تخاف النساء ذلك أيضًا لأن الإثارة الجنسية قوية وشعورها عميق. يجب أن تتقاسم النساء قوة بعضهن البعض بدلاً من استخدامها بدون موافقة ، لانه تعسف. يجب أن تكون وسيلة لربط الجميع في اختلافاتهم وأوجه التشابه بينهم. استخدام الإثارة كقوة يسمح للمرأة لاستخدام معرفتها وقوتها لمواجهة قضايا العنصرية ، الأبوية ، والمجتمع المكافح للإثارة.

## تقديرات
يعتبر مركز كالين-لورد الصحي في مدينة نيويورك (الذي يحمل تقديرًا اسمي لميشيل كالين وأودري لورد)، وهو مكرس لتقديم الرعاية الصحية الطبية لمجتمع المثليين في المدينة دون النظر إلى المقدرة المادية على دفع التكاليف. يعدّ كالين-لورد مركز الرعاية الأولية الوحيد في مدينة نيويورك الذي تم إنشاؤه خصيصًا لخدمة مجتمع المثليين.
كما تأسس مشروع أودري لورد في عام 1994 وهو مؤسسة مقرها في بروكلين للأشخاص ذوي الميول الجنسية المثلية والملونين. تركز المنظمة على التنظيم المجتمعي والنشاط اللاعنفي الراديكالي حول القضايا التقدمية داخل مدينة نيويورك ، لا سيما فيما يتعلق بمجتمعات المثليين والمثليات ومرض الإيدز ونشاط فيروس نقص المناعة البشرية والنشاط المؤيد للهجرة وإصلاح السجون والتنظيم بين الشباب الملونين والفتيات الملوّنات.
قُدّمت جائزة أودري لورد أيضا أول مرة عام 2001 وهي جائزة أدبية سنوية تقدمها دار نشر المثلث لتكريم أعمال الشعر المثلية.
وفي عام 2014 ضُمّت لورد إلى مشية الإرث، وهو عرض عام في الهواء الطلق في شيكاغو يحتفل بتاريخ مجتمع المثليين.

## السنوات الاخيرة
شُخّصت لورد لأول مرة بسرطان الثدي في عام 1978 وخضعت لعملية استئصال الثدي، بعد ست سنوات، شُخّصت بسرطان الكبد. بعد تشخيصها لأول مرة ، كتبت كتاب يوميات السرطان الذي فاز بجائزة أفضل كتاب لجمعية المكتبات الأمريكية في عام 1981. أُنتج عن لورد فيلم وثائقي بعنوان «ابتهال النجاة: حياة وأعمال أودري لورد»، الذي يتناول حياتها كمؤلفة وشاعرة وناشطة في مجال حقوق الإنسان ونسوية ومثلية ومعلمة وناجية ومحاربة ضد التعصب. نقل عنها: «ما تركته ورائي له حياته. قلت هذا عن الشعر. قلت هذا عن أطفالي. حسنًا ، وهذا ما أقوله لنفسي المصتنعة التي كنتها».
سميت لورد «شاعرة البلاط» في ولاية نيويورك منذ عام 1991 حتى وفاتها. عندما منحها الحاكم ماريو كومو هذا اللقب قال «خيالها ممتلئ بشعور حاد تجاه الظلم العنصري والقسوة والتحيز الجنسي ... إنها تصرخ كصوت للإنسانية الساخطة. أودري لورد هي الصوت البليغ الذي يتحدث بلغة يمكنها الوصول ولمس الناس في كل مكان.»  نالت في عام 1992 على جائزة بيل وايتهيد لإنجاز العمر من دار نشر المثلث للنشر . أسست دار النشر المثلث للنشر في عام 2001 جائزة أودري لورد لتكريم أعمال الشعر المثلية.
توفيت لورد بسبب سرطان الكبد في سن الثامنة والخمسين يوم 17 نوفمبر 1992، في سانت كروا ، حيث كانت تعيش مع غلوريا جوزيف. قبل وفاتها، أقيم طقس تسمية أفريقي سميّت فيه «غامبا أديسا» الذي يعني «المحاربة: التي تجعل معناها معروف».

## الحياة الشخصية
تزوجت لورد من المحامي إدوين رولينز في عام 1962، الذي كان رجلاً أبيض مثلي الجنس. طلّقت عام 1970 بعد أن أنجبا طفلين: إليزابيث وجوناثان. أصبحت لورد مديرة أمناء مكتبة مدرسة تاون في مدينة نيويورك من عام 1966 إلى عام 1968.
كانت لورد في علاقة قصيرة مع النحاتة والرسامة ميلدريد طومسون من عام 1977 إلى عام 1978. التقيا في نيجيريا عام 1977 في المهرجان العالمي الثاني للفنون والثقافة السوداء والإفريقية. استمرت علاقتهما خلال الوقت الذي عاشت فيه طومسون في العاصمة واشنطن 
وخلال مكوثها في ميسيسيبي، التقت بفرانسيس كلايتون أستاذة علم النفس التي كان من المفترض أن تكون شريكة حياتها الرومانسية حتى عام 1989.
عاشت لورد مع شريكة حياتها النسوية السوداء د. جلوريا جوزف استقرا معًا في مسقط رأس جلوريا سانت كروا، وأسسا معًا العديد من المنظمات مثل مدرسة تشي لومومبا والتحالف النسائي في سانت كروا في جزر فيرجن الأمريكية والأختية في دعم الأخوات في جنوب إفريقيا ودوك لوك أبيري.

## منشوراتها

### الكتب
- المدن الأولى. مدينة نيويورك: مطبعة الشعراء 1968.
- قيود للغضب. لندن: بول بريمان 1970.
- من أرض يعيش فيها أناس آخرون. ديترويت: مطبعة برودسايد 1973.
- رئيس متجر ومتحف نيويورك. ديترويت: مطبعة برودسايد 1974.
- فحم. نيويورك: دبليو. دبليو. نورتون للنشر 1976.
- بين أنفسنا. بوينت رييس، كاليفورنيا: إصدارات إيدولون 1976.
- النار المعلّقة 1978.
- وحيد القرن الأسود. نيويورك: دبليو. دبليو. نورتون للنشر 1978.
- مجلات السرطان. سان فرانسيسكو: كتب العمّة لوت 1980.
- استخدامات الإثارة (الشهوة): الإثارة كقوة. توكسون، أريزونا: مطبعة كور 1981.
- قصائد مختارة: القديم والجديد. نيويورك: دبليو. دبليو. نورتون للنشر 1982.
- زامي: تهجئة جديدة لاسمي. ترومانسبورج، نيويورك: كروسينج برس 1983.
- الأخت الغريبة: مقالات وخطابات. ترومانسبورج، نيويورك: كروسينج برس 1984. (إعادة إصدار 2007).
- مَوتانا وراؤنا. نيويورك: دبليو. دبليو. نورتون للنشر 1986  .
- انبثاق الضوء. إيثاكا، نيويورك: كتب فايربراند 1988.
- علم حساب المسافة الرائع. نيويورك: دبليو. دبليو. نورتون للنشر 1993.
- أنا أختك: كتابات مجموعة وغير منشورة لأودري لورد. أوكسفورد نيويورك: صحيفة جامعة أوكسفورد 2009.
- صمتك لن يحميك: مقالات وقصائد. مطبعة سيلفر

### المقابلات
«مقابلة مع أودري لورد»، ضد السادية المازوشية: تحليل نسوي جذري. روبن روث ليندن (شرق مدينة بالو ألتو، كاليفورنيا: ضفدع في البئر)، 1982.

### أفلام وثائقية
- ابتهال النجاة: حياة وأعمال أودري لورد (1995). فيلم وثائقي لميشيل باركسون.
- حافة معارك بضعنا البعض: رؤية أودري لورد (2002). فيلم وثائقي لجنيفر آبود.
- أودري لورد - سنوات برلين 1984- 1992 (2012). فيلم وثائقي للداجمار شولتز.

## روابط خارجية
- أودري لورد على موقع IMDb (الإنجليزية)
- أودري لورد على موقع الموسوعة البريطانية (الإنجليزية)
- أودري لورد على موقع ميوزك برينز (الإنجليزية)
- أودري لورد على موقع إن إن دي بي (الإنجليزية)
- أودري لورد على موقع ديسكوغز (الإنجليزية)
- أودري لورد على موقع قاعدة بيانات الفيلم (الإنجليزية)